# Neoneura schreiberi
Neoneura schreiberi là loài chuồn chuồn trong họ Protoneuridae. Loài này được Machado mô tả khoa học đầu tiên năm 1975.